# Brachypterois
Brachypterois is een monotypisch geslacht van straalvinnige vissen uit de familie van schorpioenvissen (Scorpaenidae).

## Soorten
- Brachypterois serrulata (Richardson, 1846)